# Secrets (singel OneRepublic)
„Secrets” – drugi singel amerykańskiego zespołu pop-rockowego OneRepublic z ich drugiego albumu studyjnego, Waking Up. W Austrii i w Niemczech utwór został wydany jako pierwszy singel z płyty ze względu na promocję filmu Zweiohrküken. Piosenka "Secrets" została napisana przez Ryana Teddera i wyprodukowana przez niego wspólnie z Andym Prickettem.
Utwór znalazł się również na ścieżce dźwiękowej filmu fantasy Uczeń czarnoksiężnika oraz został wykorzystany w serialach Lost: Zagubieni, Słodkie kłamstewka, Plotkara i Nikita. Ponadto utwór wykorzystano do promocji linii zapachowej Ralpha Laurena.

## Lista utworów
Digital download
- "Secrets" – 3:42
- "Come Home" (z Sarą Bareilles) – 4:19

CD Singel
- "Secrets" – 3:44

## Teledysk
Oficjalny teledysk miał premierę 17 maja 2010 roku na Vevo. Klip został wyreżyserowany przez Christophera Simsa. W teledysku widać zespół grający na instrumentach oraz kobietę (Nora Tschirner), która czeka na kogoś w restauracji. W maju 2015 roku teledysk otrzymał Certyfikat Vevo za 100 milionów wyświetleń.
Wcześniej, 16 października 2009 roku w niemieckiej telewizji zadebiutował teledysk promujący niemiecki film Zweiohrküken zawierający sceny z zespołem oraz sceny z filmu. Inna wersja teledysku została wydana przed premierą szóstego sezonu amerykańskiego serialu Lost: Zagubieni. Zawierała sceny z oryginalnego klipu oraz sceny z 6 serii serialu. Inna wersja teledysku zawierała sceny z oryginalnego klipu w połączeniu ze scenami z amerykańskiego filmu Uczeń czarnoksiężnika wyprodukowanego przez firmę Disney.

## Pozycje na listach i certyfikaty
| Notowanie (2009–2010)                   | Najwyższa pozycja |
| --------------------------------------- | ----------------- |
| Austria (Ö3 Austria Top 40)             | 4                 |
| Belgia (Ultratop 50 Flanders)           | 15                |
| Czechy (Radio Top 100)                  | 31                |
| Holandia (Dutch Top 40)                 | 15                |
| Holandia (Mega Charts)                  | 57                |
| Kanada (Canadian Hot 100)               | 32                |
| Luksemburg (Billboard Digital Songs)    | 2                 |
| Niemcy (Media Control Charts)           | 3                 |
| Nowa Zelandia (Recorded Music NZ)       | 27                |
| Polska (AirPlay – Top)                  | 1                 |
| Rosja (Russian Music Charts)            | 28                |
| Słowacja (Radio Top 100)                | 22                |
| Szwajcaria (Schweizer Hitparade)        | 19                |
| USA (Billboard Adult Alternative Songs) | 28                |
| USA (Billboard Adult Contemporary)      | 5                 |
| USA (Billboard Adult Pop Songs)         | 3                 |
| USA (Billboard Dance Club Songs)        | 28                |
| USA (Billboard Digital Songs)           | 19                |
| USA (Billboard Hot 100)                 | 21                |
| USA (Billboard Pop Songs)               | 13                |
| USA (Billboard Radio Songs)             | 22                |
| USA (Billboard Rock Digital Songs)      | 1                 |
| Węgry (Mahasz)                          | 34                |
| Świat (World Singles Top 40)            | 40                |

| Notowanie (2010)                   | Pozycja |
| ---------------------------------- | ------- |
| Austria (Ö3 Austria Top 40)        | 69      |
| Europa (European Hot 100 Singles)  | 85      |
| Holandia (Dutch Charts)            | 85      |
| Niemcy (Media Control Charts)      | 87      |
| USA (Adult Contemporary Songs)     | 9       |
| USA (Adult Pop Songs)              | 16      |
| USA (Billboard Hot 100)            | 76      |
| USA (Billboard Pop Songs)          | 50      |
| USA (Billboard Rock Digital Songs) | 48      |

| Kraj/region       | Wydawca           | Certyfikat         |
| ----------------- | ----------------- | ------------------ |
| Australia         | ARIA              | 2× platynowa płyta |
| Brazylia          | Pro-Música Brasil | Platynowa płyta    |
| Niemcy            | BVMI              | Złota płyta        |
| Stany Zjednoczone | RIAA              | 2x platynowa płyta |
| Włochy            | FIMI              | Złota płyta        |

| Kraj/region       | Wydawca           | Certyfikat         |
| ----------------- | ----------------- | ------------------ |
| Australia         | ARIA              | 2× platynowa płyta |
| Brazylia          | Pro-Música Brasil | Platynowa płyta    |
| Niemcy            | BVMI              | Złota płyta        |
| Stany Zjednoczone | RIAA              | 2x platynowa płyta |
| Włochy            | FIMI              | Złota płyta        |